# 2-Naphthalinthiol
2-Naphthalinthiol ist eine chemische Verbindung aus der Gruppe der aromatischen Thiole.

## Gewinnung und Darstellung
2-Naphthalinthiol kann synthetisiert werden, indem 2-Natriumnaphthalinsulfonat als Edukt und Dichlormethan, Chloroform oder Tetrachlorkohlenstoff als Lösungsmittel in Gegenwart eines Phasentransferkatalysators mit Thionylchlorid bei Raumtemperatur zur Reaktion gebracht wird. Man erhält dabei zunächst 2-Naphthalinsulfonylchlorid, das mit Salzsäure zum Produkt reduziert wird.
Die Verbindung kann auch aus 2-Naphthol durch Reaktion unter alkalischen Bedingungen mit Dimethylcarbamothiochlorid, anschließende Isomerisierung bei 270–275 °C  des Zwischenprodukts in S-Naphthyldimethylcarbamat und anschließende Hydrolyse unter alkalischen Bedingungen gewonnen werden.
Ebenfalls möglich ist die Darstellung durch katalytische Hydrierung von Naphthalin-2-sulfonsäure oder durch Reduktion von Naphthalin-2-sulfonylchlorid mit Zink.
Auch die Synthese ausgehend von 2-Naphthol durch Newman-Kwart-Umlagerung über das entsprechende Carbamat ist bekannt.

## Verwendung
2-Naphthalinthiol kann für die Herstellung von Cholesterin-Monoschichten und mehrschichtigen Langmuir-Blodgett-Filmen (LB) verwendet werden. Die Verbindung kann außerdem als Regenerationsaktivator in der Gummiindustrie und als Zwischenprodukt von Weichmachern verwendet werden. In Gummizement (Klebstoff) dient es der Stabilisierung. Auch als Geruchstoff wird es eingesetzt.